# Adventure International
Adventure International war ein US-amerikanischer Entwickler und Publisher von Computerspielen. Die Firma war die erste, die Adventure-Spiele für den Heimcomputer-Markt der späten 1970er- und frühen 1980er-Jahre veröffentlichte.

## Geschichte

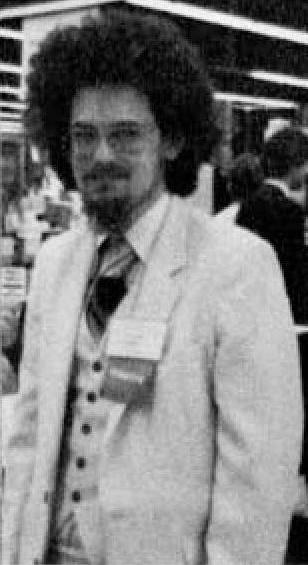
Scott Adams (1982)

Der Programmierer Scott Adams war Ende der 1970er-Jahre beim Telekommunikationsausrüster Stromberg-Carlson beschäftigt und hatte auf seinem privaten Tandy TRS-80 Model 1 bereits zwei kleinere Denkspiele programmiert und über den Publisher The Software Exchange veröffentlicht. Nachdem er durch Arbeitskollegen auf das Computerspiel Adventure aufmerksam gemacht worden war, begann er in seiner Freizeit, ein ähnliches Spiel zu programmieren. 
Vorausschauend legte Adams die gesamte Spielwelt in Datentabellen an, die von einem universell einsetzbaren Basisprogramm, der sogenannten Spiel-Engine, ausgelesen und weiterverarbeitet werden konnten. Damit ließen sich neue Spielinhalte lediglich durch den Austausch der Daten realisieren und somit Spiele leicht auf andere Heimcomputer portieren. Adams konnte seine Spiele deshalb ohne signifikanten Mehraufwand für zahlreiche andere Heimcomputer wie den Apple II, die Atari-8-Bit-Rechner, den BBC Micro und den Commodore PET anbieten. Zudem waren die frühen Spiele nicht zuletzt wegen effizienter Programmierung von nur geringem Speicherumfang und so konnten selbst mit nur 16 KB Arbeitsspeicher ausgestattete Heimcomputer wie der (aufgerüstete) Commodore PET oder der TI-99/4A bedient werden.
Nach Fertigstellung seiner ersten beiden TRS-80-Adventures, Adventureland und Pirate Adventure, vertrieben Adams und seine Frau Alexis die beiden Spiele zunächst als Privatpersonen. Wenig später gründeten sie die Firma Adventure International, um sie professionell zu vermarkten. Firmensitz war zunächst die eigene Wohnung in Longwood nahe Orlando im US-Bundesstaat Florida. Alexis Adams fungierte als stellvertretende Geschäftsführerin. Adventureland wurde anfangs nur lokal vertrieben. Mit dem zweiten Spiel, Pirate Adventure, ging die Firma zu landesweiter Distribution über. Dafür schaltete die Firma Anzeigen in überregional erscheinenden Computermagazinen und lieferte die eingehenden Bestellungen als Versandhändler aus. Die Firma war eine der ersten, die den späteren Gattungsbegriff „Adventure“ für die Typologisierung ihrer Spiele nutzte.
Ende 1979 begann Adams, seine Spiel-Engine und sukzessive seine Spiele auf weitere Heimcomputer zu portieren. Zudem stellte er die in BASIC programmierte TRS-80-Engine auf Assembler um, was einen signifikanten Geschwindigkeitszuwachs bei der Spielausführung mit sich brachte. Noch im selben Jahr bezog die Firma eigene Räumlichkeiten im zehn Kilometer entfernten Fern Park. Im dortigen „Adventure International Computer Center“ wurde neben den selbstproduzierten Computerspielen auch Hard- und Software anderer Hersteller verkauft. Zu dieser Zeit hatten Computergeschäfte abgesehen von RadioShack-Filialen noch Seltenheitswert, was zu einem großen Einzugsbereich führte. Später ließen die Adams im heimischen Longwood ein neues Firmengebäude in Form einer geodätischen Kuppel errichten. Scott Adams fokussierte sich fortan auf die Spieleentwicklung, während seine Frau Alexis, die vor der Firmengründung eine Restaurantkette in Miami geführt hatte, den organisatorischen Teil übernahm.

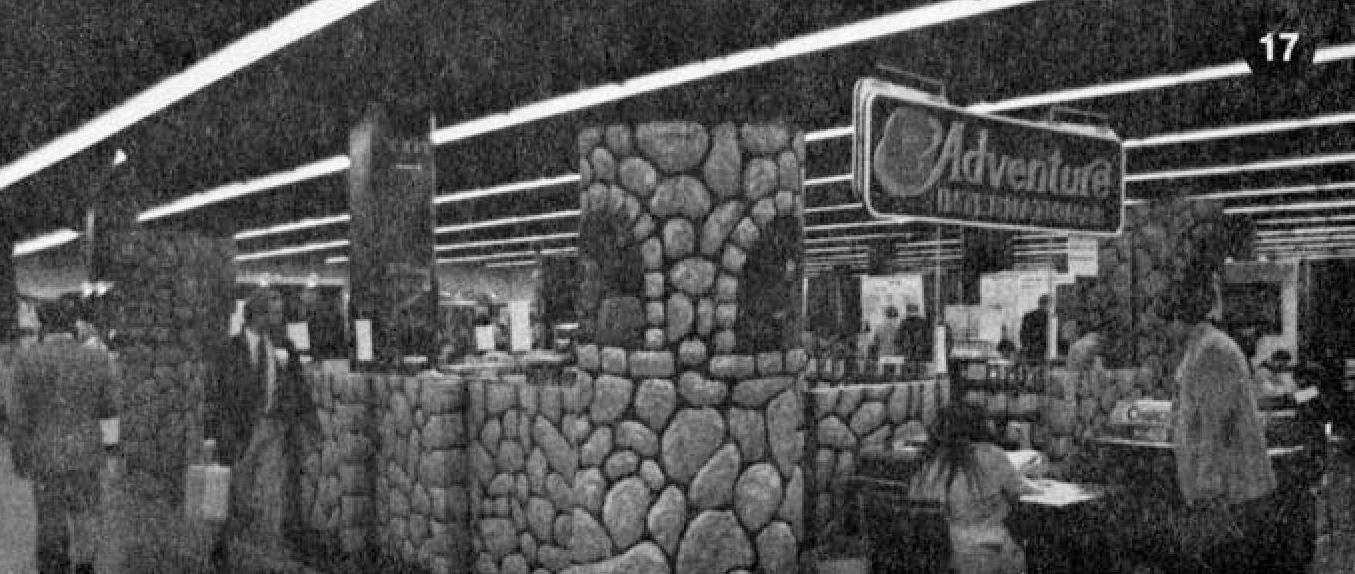
Adventure-International-Messestand (1982)

Bis 1982 hatten die meisten Anbieter den Schritt hin zu Textadventures mit Grafiken vollzogen, weil der dafür benötigte Arbeitsspeicher erschwinglicher geworden war. Marktführer Infocom hingegen verzichtete auf solche Bilder und bot dafür technisch hochwertigere und spielerisch anspruchsvollere Adventures. Adventure International folgte keinem dieser beiden Trends, denn ihre Spiele waren ausschließlich für das Segment der leistungsschwachen Heimcomputer konzipiert und blieben daher zunächst ohne Grafiken und anspruchsvolle Inhalte. 1982 änderte das Unternehmen dann seine Strategie und veröffentlichte unter dem Label „Scott Adams Graphic Adventures“ (SAGA) um Grafik erweiterte Remakes und später auch neu entwickelte Adventures, wobei nur noch Computer mit mindestens 48 KB Arbeitsspeicher Berücksichtigung fanden. Die Grafiken der Spiele erstellte Kem „Peppy“ McNair, der zuvor bereits für die Gestaltung der Spielverpackungen zuständig gewesen war. Weitere personelle Verstärkungen folgten. Mitte 1983 beschäftigte Adventure International etwa 40 Mitarbeiter. Ab 1983 veranstaltete das Unternehmen im Februar seine jährliche Hausmesse, zu der 1983 über 10.000 Besucher kamen. Zu diesem Zeitpunkt setzte die Firma neben dem Zugpferd Adventures auch auf einfache Actionspiele wie den finanziell erfolgreichen Frogger-Klon Preppie!, zu dem auch ein Nachfolgetitel veröffentlicht wurde.
Im selben Jahr kam ein Vertriebsvertrag mit dem Briten Mike Woodroffe zustande. Dieser gründete die Firma Adventure International UK, ursprünglich mit dem Zweck, die US-amerikanischen Adventure-International-Spiele auf dem britischen Markt zu vertreiben. Da der britische Computerspielemarkt zu diesem Zeitpunkt aber von anderen Rechnern dominiert wurde, insbesondere vom ZX Spectrum, dem Dragon 32 und dem BBC Micro, wurde das Geschäftsmodell von Adventure International UK schnell um die Portierung der Spiele auf diese Systeme erweitert. Verantwortlich für die Portierungen war der Programmierer Brian Howarth.
1984 suchte der stellvertretende Marvel-Vorsitzende Joseph Calamari nach Partnern für den Einstieg der Comicfirma in den Heimcomputermarkt. Er kontaktierte unter anderem Adventure International, und es kam zu einem Vertrag über zwölf Spiele, der die Questprobe-Trilogie, drei Textadventures mit The Hulk, Spider-Man und Human Torch als Hauptcharaktere, ermöglichte. Ein Lizenzvertrag mit 20th Century Fox führte zu einer Umsetzung des Science-Fiction-Films Buckaroo Banzai – Die 8. Dimension als Textadventure. Die Spiele verkauften sich im von Adventure International bedienten Heimcomputersegment sehr gut, allerdings verpasste die Firma den Anschluss an die Entwicklung leistungsstärkerer Computer, die komplexere und grafisch höherwertige Spiele ermöglichten. Die Firma vertrieb zudem nur einen Teil ihrer Spiele über den Einzelhandel, wofür spieleweise Einzelverträge abgeschlossen wurden, und setzte weiterhin primär auf den postalischen Versand ihrer Spiele an Endkunden, während Computerspiele zu diesem Zeitpunkt bereits zum allergrößten Teil über den Einzelhandel verkauft wurden.
Im Dezember 1985 musste die Scott Adams Inc. Bankrott anmelden. Zu diesem Zeitpunkt betrug der Jahresumsatz von Adventure International nur noch 500.000 US-Dollar, während weiterhin hohe Kosten für Werbung anfielen. Der in Arbeit befindliche vierte Teil der auf zwölf Teile ausgelegten Questprobe-Reihe blieb unveröffentlicht. Mit dem Bankrott fielen die Rechte an den Spielen zunächst an Adams’ Bank als Gläubiger und gingen nach dem Auslaufen der Publikationsrechte zurück an die ursprünglichen Ersteller der Spiele.

## Veröffentlichte Spiele (Auswahl)
| Kürzel | System         | Kürzel | System                     | Kürzel | System              |
| ------ | -------------- | ------ | -------------------------- | ------ | ------------------- |
| AII    | Apple II       | AST    | Atari ST                   | AT8    | Atari 400/800/XL/XE |
| BBC    | BBC Micro      | C16    | Commodore 16               | C64    | Commodore 64        |
| CPC    | Schneider CPC  | DRA    | Dragon 32/64               | EXI    | Exidy Sorcerer      |
| PET    | Commodore PET  | TI99   | Texas Instruments TI-99/4A | TRS    | TRS-80              |
| VC20   | Commodore VC20 | ZX     | ZX Spectrum                |        |                     |

| Jahr | Titel                                                          | Autor                              | Genre         | Systeme                                            |
| ---- | -------------------------------------------------------------- | ---------------------------------- | ------------- | -------------------------------------------------- |
| 1978 | Adventureland                                                  | Scott Adams                        | Textadventure | AII, AT8, BBC, C64, DRA, EXI, PET, TI99, TRS, VC20 |
| 1978 | Pirate Adventure                                               | Scott Adams, Alexis Adams          | Textadventure | AII, AT8, BBC, C64, EXI, PET, TI99, TRS, VC20      |
| 1979 | Secret Mission                                                 | Scott Adams                        | Textadventure | AII, AT8, BBC, C64, DRA, EXI, PET, TI99, TRS, VC20 |
| 1979 | Voodoo Castle                                                  | Alexis Adams                       | Textadventure | AII, AT8, BBC, C64, EXI, PET, TI99, TRS, VC20      |
| 1979 | The Count                                                      | Scott Adams                        | Textadventure | AII, AT8, BBC, C64, EXI, PET, TI99, TRS, VC20      |
| 1979 | Strange Odyssesy                                               | Scott Adams                        | Textadventure | AII, AT8, BBC, C64, DRA, EXI, PET, TI99, TRS, VC20 |
| 1979 | Mystery Fun House                                              | Scott Adams                        | Textadventure | AII, AT8, BBC, C64, DRA, EXI, PET, TI99, TRS, VC20 |
| 1979 | Pyramid of Doom                                                | Alvin Files                        | Textadventure | AII, AT8, BBC, C64, DRA, EXI, PET, TI99, TRS, VC20 |
| 1980 | Ghost Town                                                     | Scott Adams                        | Textadventure | AII, AT8, BBC, C64, EXI, TRS, VC20                 |
| 1980 | Missile Attack                                                 | Philip Oliver (The Cornsoft Group) | Actionspiel   | AII, TRS                                           |
| 1980 | Savage Island                                                  | Scott Adams                        | Textadventure | AII, AT8, BBC, C64, DRA, EXI, TRS                  |
| 1980 | Zossed in Space                                                | Jyym Pearson                       | Actionspiel   | TRS                                                |
| 1981 | Galactic Empire                                                | Douglas Carlston                   | Strategie     | AT8                                                |
| 1981 | Savage Island Part Two                                         | Scott Adams, Russ Wetmore          | Textadventure | AII, AT8, BBC, C64, DRA, TRS                       |
| 1981 | The Golden Voyage                                              | William Demas, Scott Adams         | Textadventure | AII, AT8, BBC, C64, DRA, TI99, TRS                 |
| 1982 | Lunar Lander                                                   | Michael Wall, Jack Moncrief        | Simulation    | AT8, TRS                                           |
| 1982 | Preppie!                                                       | Russ Wetmore                       | Actionspiel   | AT8                                                |
| 1982 | Sea Dragon                                                     | John Anderson                      | Shoot ’em up  | AII, AT8, C64, DOS, TRS                            |
| 1982 | Stratos                                                        | John E. Cominio                    | Actionspiel   | AT8, TRS                                           |
| 1983 | Return to Pirate’s Isle                                        | Scott Adams                        | Textadventure | TI99                                               |
| 1983 | Rally Speedway                                                 | John Anderson                      | Rennspiel     | AT8                                                |
| 1984 | Spider-Man                                                     | Scott Adams                        | Textadventure | AII, AST, AT8, BBC, C16, C64, DOS, ZX              |
| 1984 | The Adventures of Buckaroo Banzai: Across the Eighth Dimension | Mak Jukic, Scott Adams             | Textadventure | AII, AT8, C16, C64, DOS, ZX                        |
| 1984 | The Hulk                                                       | Scott Adams                        | Textadventure | AII, AT8, BBC, C16, C64, DOS, DRA, TRS, ZX         |
| 1985 | Questprobe: Featuring Human Torch and the Thing                | Scott Adams                        | Textadventure | AII, AT8, BBC, C64, CPC, DOS, ZX                   |

## Rezeption
Der Ludohistoriker Jimmy Maher bezeichnete Adventure International 2011 in einer Retrospektive als „Dollar General der frühen Softwarebranche“. Die Firma sei untrennbar durch die Persönlichkeit und den „Gonzo-Enthusiasmus“ ihres Gründers geprägt gewesen und habe gemeinsam mit wenigen anderen Firmen die Professionalisierung der Softwarebranche in die Wege geleitet. Die Adventures der Firma charakterisierte Maher als geprägt von „kindlicher Ausdrucksweise, sonderbar erratischer Grammatik (...) und gerade mal angedeuteten Plots“. Graham Nelson, Entwickler von Inform und einer der Väter der modernen Interactive Fiction, bezeichnete den Sprachstil der Adventures der Firma als technisch bedingtes „telegrafieartiges Pidgin-Englisch“.
Maher zeigte auf, dass Adventure International mit dem 1979 veröffentlichten The Count erstmals ein dynamisches Szenario in Adventurespielen entwickelte, während im Genre zuvor nur statische Spielwelten üblich waren. Dieses Prinzip wurde erst 1983 in Infocoms Deadline wieder aufgegriffen. 